# Jumbo (éditeur)

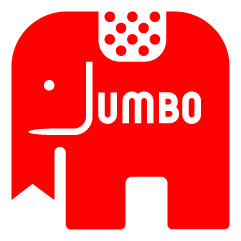
Logo de Jumbo Games

Jumbo est une entreprise d'édition de jeux de société basée à Herscheid aux Pays-Bas. En 2005 elle est rachetée par l'éditeur de jeux espagnol Diset dans le cadre d'une fusion-acquisition. Une nouvelle fusion s'opère en Juillet 2019, entre Jumbo, Diset, et l'éditeur britannique James Galt & Co. Aujourd'hui située à Zaandam, elle compte environ 130 employés

## Histoire

### Création
Elle fut fondée conjointement par Engelbert Theodor Zacharias Gottfried Hausemann (né le 4 octobre 1815 à Mengede), et par son neveu Wilhelm Arnold Hötte. En 1882, les deux s'associèrent pour fonder l'entreprise Hausemann & Hötte, initialement spécialisée dans les articles en cartons. 
Au départ, les jouets et jeux ne représentaient qu'une petite partie du catalogue de Hausemann & Hötte. Avec l'apparition des jouets mécaniques, le marché connaît un profond renouvellement. En 1922, l'engouement pour le Meccano fait entrer les premiers jouets dans leur magasin. Rapidement, le catalogue d'agrandit : balles rebondissantes, poupées Heinrichmaier & Wünch, poupées Jutta de Dressel, harmonicas Hohner et voitures et figurines viennent peupler les étals de la boutique. À partir des années 1930, la marque Jumbo appose désormais son sigle sur des jouets en bois importés vers l'Allemagne.

### Milieu du XXe s.
Outre les jouets en bois Jumbo, la collection de la marque comprenait des poupées en différents formats, des trains Hornby et Dinky Toys, issus de l'usine Meccano. En 1947, la première brochure de jeux de société Jumbo apparaît.
En 1956, Hausemann & Hötte devient propriétaire d'une usine de carton rebaptisée Nederlandse Spellenfabriek N.V. (NSF). Dès lors, les jeux de société prennent une place grandissante dans le chiffre d'affaires de la marque, et sont fabriqués en interne. La marque démarre par la même occasion une production de puzzles, initialement de 50 pièces. Le jeu Stratego, publié en 1947, connaît alors un certain succès. D'autres titres viennent grossir le catalogue à destination des familles européennes de l'après-guerre : Ludo, Electro, des Jeu de l'Oie, Deal or No Deal.
Outre les produits propres de Jumbo, l'entreprise distribue de nombreux articles d'importation dans les années 1960. En 1964, la vente de près de 200000 poupées Barbie de Mattel permet ainsi une augmentation du chiffre d'affaires de près de 50 % pour l'entreprise, faisant des Pays-Bas le troisième pays consommateur de poupées Barbie en Europe, après la Suède et la France.

### Crises et restructurations au XXIe s.
L'essoufflement du marché des jeux de société au début du XXIe s. frappe durement l'entreprise, qui réalisait alors l'essentiel de son chiffre d'affaires sur les jeux. Certains titres du catalogue comptant pour 50% du chiffre d'affaires total de l'entreprise. L'entreprise revoit alors sa stratégie pour épouser un marché en profonde mutation. Elle est restructurée en 2007, ce qui entraîne le licenciement de 80 des 200 employés. En outre, le siège social est déplacé d'Amsterdam à Zaandam, où il se trouve encore aujourd'hui dans une ancienne chocolaterie depuis 2006. En 2007, l'usine a déménagé de Wognum vers des locaux plus petits à Medemblik. Máxima Zorreguieta y inaugure les nouveaux locaux le 17 octobre 2007.
Entre-temps, l'entreprise change de mains à plusieurs reprises. En 2005, elle est vendue à Berk Partners et en 2007 elle est fusionnée à l'entreprise qui dévient l'usine de jeux espagnole, Diset, qui domine elle le marché de l'Europe du Sud.

## Quelques jeux édités
- Stratego, 1947, de Jacques Johan Mogendorff
- Rubik's cube, 1980, Ernő Rubik, Spiel des Jahres  meilleur jeu solitaire 1980 (licence accordée à Jumbo dans plusieurs pays)
- Skript, 1982, d'Henri Sala, Spiel des Jahres  plus beau jeu 1982
- Claim, 1984, d'Alex Randolph
- Code 777, 1985, d'Robert Abbott et Alex Randolph
- Orient Express, 1986, de Jeff Smets, Spiel des Jahres  plus beau jeu 1987
- Mathable, 1987
- Targui, 1987, de Wil Dijkstra et Ben Van Dijk
- Toutankhamon, 1989, de Stefanie Rohner et Christian Wolf, As d'or Jeu de l'année  1990
- Um Reifenbreite, 1991, de Rob Bontenbal, Spiel des Jahres  1992
- Touché, 1997, de Waine Bobette, Mensa Select Mind Games  1996
- Die Kaufleute von Amsterdam (Les marchands d'Amsterdam), 2000, de Reiner Knizia
- Odysseus (titre original) ou La Fureur des dieux (titre français), 2001, de Dominique Ehrhard
- Moderne Zeiten (Les Temps Modernes), 2002, de Dan Glimne et Grzegorz Rejchtman

## Puzzle
Jumbo propose une sélection de puzzles dessinés par Jan Van Haasteren.

## Dujardin & TF1 Games
En février 2021, le groupe JumboDiset entre en négociations exclusives avec le Groupe TF1 en vue de l’acquisition des éditeurs de jeu Dujardin et TF1 Games . La cession est finalisée le 15 avril 2021.